# Coupe Davis 2022
Pour un article plus général, voir Coupe Davis.
Navigation
Édition précédente Édition suivante
La Coupe Davis 2022 est la 110e édition de ce tournoi de tennis professionnel masculin par nations. Les rencontres se déroulent du 4 mars au 27 novembre dans différents lieux.
Le Canada remporte sa première Coupe Davis grâce à sa victoire en finale face à l'Australie par 2 victoires à 0.

## Contexte
La phase finale de l'édition 2022 de la Coupe Davis met aux prises 16 équipes sélectionnées en fonction de leurs résultats durant l'édition précédente ainsi que la phase qualificative de la présente édition :
- les nations finalistes et les invitées, exemptées de phase qualificative (1re ligne),
- les nations ayant remporté leur match de qualification.

| Phase finale    |                           |                  |                     |
| Croatie (F)     | Grande-Bretagne (WC) (QF) | Serbie (WC) (DF) | Canada (WC)* (PG)   |
| Allemagne (DF)  | Suède (QF)                | Italie (QF)      | Kazakhstan (QF)     |
| Espagne (PG)    | France (PG)               | États-Unis (PG)  | Australie (PG)      |
| Belgique (GM I) | Pays-Bas (GM I)           | Argentine (GM I) | Corée du Sud (GM I) |

* À la suite de l'invasion de l'Ukraine par la Russie, l'ITF décide de suspendre la Russie, tenante du titre et qualifiée d'office pour la phase finale. Elle est remplacée par le Canada, équipe avec le plus haut classement par équipe, qui s'est incliné face aux Pays-Bas en phase qualificative.

## Déroulement du tournoi

### Nouveautés
Initialement prévue à la fin de la saison la phase de groupe est avancée à septembre et se tiendra dans quatre villes différentes.
Le nombre de participants est abaissé de 18 à 16, en conséquence les demi-finalistes de l'édition précédente jouent cette année la phase qualificative (ils en étaient exemptés l'année précédente). La phase de groupe passe de six groupes de trois nations à quatre groupes de quatre. Les deux premiers de chaque groupe se qualifient pour la phase à élimination directe, cela permettant d'éviter de devoir départager les meilleurs deuxièmes comme c'était le cas lors de deux éditions précédentes.

## Résultats

### Phase qualificative

#### Résumé
La phase qualificative voit s'affronter les nations qui ont remporté les barrages continentaux en 2020-2021 et les nations ayant participé à la dernière phase finale (PF) sans atteindre la finale, de façon aléatoire.
La Grande-Bretagne et la Serbie, invitées par la FIT sont exemptées de phase qualificative.
La phase qualificative se déroule du 4 au 5 mars. Les nations vainqueures sont qualifiées pour la phase finale, les nations vaincues sont renvoyées dans le groupe mondial I.
| Lieu           | Surface             | Hôtes           | Score | Visiteurs       |
| -------------- | ------------------- | --------------- | ----- | --------------- |
| Pau*           | dur (int.)          | France (PF)     | 4 - 0 | Équateur (PF)   |
| Marbella       | terre battue (ext.) | Espagne (PF)    | 3 - 1 | Roumanie        |
| Espoo          | dur (int.)          | Finlande        | 2 - 3 | Belgique        |
| Reno           | dur (int.)          | États-Unis (PF) | 4 - 0 | Colombie (PF)   |
| La Haye        | terre battue (int.) | Pays-Bas        | 4 - 0 | Canada (PF)     |
| Rio de Janeiro | terre battue (ext.) | Brésil          | 1 - 3 | Allemagne (PF)  |
| Bratislava     | dur (int.)          | Slovaquie       | 2 - 3 | Italie (PF)     |
| Homebush       | dur (ext.)          | Australie (PF)  | 3 - 2 | Hongrie (PF)    |
| Oslo*          | dur (int.)          | Norvège         | 1 - 3 | Kazakhstan (PF) |
| Helsingborg    | dur (int.)          | Suède (PF)      | 3 - 2 | Japon           |
| Buenos Aires   | terre battue (ext.) | Argentine       | 4 - 0 | Tchéquie (PF)   |
| Séoul          | dur (int.)          | Corée du Sud    | 3 - 1 | Autriche (PF)   |

### Phase finale
La phase finale se déroule du 14 septembre au 27 novembre. Elle consiste en une phase de groupe suivie d'une phase à élimination directe.

#### Phase de groupes
La phase de groupes oppose 16 nations réparties en 4 groupes de 4 nations. Les deux premières nations de chaque groupe sont qualifiées pour les quarts de finale de la phase à élimination directe.
La phase de groupes se déroule du 14 au 18 septembre dans quatre lieux, tous sur surface dure en intérieur : 
- l'Emirates Arena à Glasgow au Royaume-Uni ;
- la Unipol Arena à Bologne en Italie ;
- le Rothenbaum à Hambourg en Allemagne ;
- le Pavelló Municipal Font de Sant Lluís à Valence en Espagne.

Le tirage au sort voit les équipes réparties en quatre pots, d'après le classement ITF du 7 mars 2022 : 
| Pot 1 | Croatie (1)    | Espagne (2)    | France (3)    | États-Unis (4)      |
| Pot 2 | Allemagne (5)  | Canada (6)     | Italie (7)    | Grande-Bretagne (8) |
| Pot 3 | Kazakhstan (9) | Belgique (10)  | Serbie (11)   | Argentine (12)      |
| Pot 4 | Suède (13)     | Australie (15) | Pays-Bas (20) | Corée du Sud (21)   |

##### Groupe A
| # | Pays      | Renctr (V - D) | Matchs (V - D) | Sets (G - P) | Jeux (G - P) |
| - | --------- | -------------- | -------------- | ------------ | ------------ |
| 1 | Italie    | 3 - 0          | 7 - 2          | 16 - 7       | 125 - 98     |
| 2 | Croatie   | 2 - 1          | 5 - 4          | 12 - 10      | 110 - 108    |
| 3 | Suède     | 1 - 2          | 4 - 5          | 10 - 12      | 104 - 109    |
| 4 | Argentine | 0 - 3          | 2 - 7          | 7 - 16       | 96 - 120     |

|  | Équipe 1  | Score | Équipe 2 |  |
|  | Argentine | 1 – 2 | Suède    |  |

| Ordre des matchs | Joueurs                            | Points au premier set | Points au second set | Points au troisième set |
| ---------------- | ---------------------------------- | --------------------- | -------------------- | ----------------------- |
| 1                | Sebastián Báez                     | 4                     | 6                    | 64                      |
| 1                | Elias Ymer                         | 6                     | 3                    | 7                       |
|                  |                                    |                       |                      |                         |
| 2                | Diego Schwartzman                  | 2                     | 2                    |                         |
| 2                | Mikael Ymer                        | 6                     | 6                    |                         |
|                  |                                    |                       |                      |                         |
| 3 (sans enjeu)   | Máximo González - Horacio Zeballos | 3                     | 6                    | 6                       |
| 3 (sans enjeu)   | André Göransson - Elias Ymer       | 6                     | 3                    | 2                       |

|  | Équipe 1 | Score | Équipe 2 |  |
|  | Italie   | 3 – 0 | Croatie  |  |

| Ordre des matchs | Joueurs                        | Points au premier set | Points au second set | Points au troisième set |
| ---------------- | ------------------------------ | --------------------- | -------------------- | ----------------------- |
| 1                | Lorenzo Musetti                | 6                     | 6                    |                         |
| 1                | Borna Gojo                     | 4                     | 2                    |                         |
|                  |                                |                       |                      |                         |
| 2                | Matteo Berrettini              | 64                    | 6                    | 6                       |
| 2                | Borna Ćorić                    | 7                     | 2                    | 1                       |
|                  |                                |                       |                      |                         |
| 3 (sans enjeu)   | Simone Bolelli - Fabio Fognini | 3                     | 7                    | 7                       |
| 3 (sans enjeu)   | Nikola Mektić - Mate Pavić     | 6                     | 5                    | 63                      |

|  | Équipe 1 | Score | Équipe 2 |  |
|  | Croatie  | 2 – 1 | Suède    |  |

| Ordre des matchs | Joueurs                    | Points au premier set | Points au second set | Points au troisième set |
| ---------------- | -------------------------- | --------------------- | -------------------- | ----------------------- |
| 1                | Borna Gojo                 | 2                     | 62                   |                         |
| 1                | Elias Ymer                 | 6                     | 7                    |                         |
|                  |                            |                       |                      |                         |
| 2                | Borna Ćorić                | 6                     | 3                    | 6                       |
| 2                | Mikael Ymer                | 4                     | 6                    | 3                       |
|                  |                            |                       |                      |                         |
| 3                | Nikola Mektić - Mate Pavić | 7                     | 6                    |                         |
| 3                | Elias Ymer - Mikael Ymer   | 5                     | 3                    |                         |

|  | Équipe 1 | Score | Équipe 2  |  |
|  | Italie   | 2 – 1 | Argentine |  |

| Ordre des matchs | Joueurs                            | Points au premier set | Points au second set | Points au troisième set |
| ---------------- | ---------------------------------- | --------------------- | -------------------- | ----------------------- |
| 1                | Matteo Berrettini                  | 6'                    | 6                    |                         |
| 1                | Sebastián Báez                     | 2                     | 3                    |                         |
|                  |                                    |                       |                      |                         |
| 2                | Jannik Sinner                      | 7                     | 1                    | 6                       |
| 2                | Francisco Cerúndolo                | 5                     | 6                    | 3                       |
|                  |                                    |                       |                      |                         |
| 3 (sans enjeu)   | Simone Bolelli - Fabio Fognini     | 5                     | 6                    | 3                       |
| 3 (sans enjeu)   | Máximo González - Horacio Zeballos | 7                     | 2                    | 6                       |

|  | Équipe 1  | Score | Équipe 2 |  |
|  | Argentine | 0 – 3 | Croatie  |  |

| Ordre des matchs | Joueurs                            | Points au premier set | Points au second set | Points au troisième set |
| ---------------- | ---------------------------------- | --------------------- | -------------------- | ----------------------- |
| 1                | Sebastián Báez                     | 1                     | 6                    | 3                       |
| 1                | Borna Gojo                         | 6                     | 3                    | 6                       |
|                  |                                    |                       |                      |                         |
| 2                | Francisco Cerúndolo                | 4                     | 6                    |                         |
| 2                | Borna Ćorić                        | 6                     | 7                    |                         |
|                  |                                    |                       |                      |                         |
| 3 (sans enjeu)   | Máximo González - Horacio Zeballos | 2                     | 5                    |                         |
| 3 (sans enjeu)   | Nikola Mektić - Mate Pavić         | 6                     | 7                    |                         |

|  | Équipe 1 | Score | Équipe 2 |  |
|  | Italie   | 2 – 1 | Suède    |  |

| Ordre des matchs | Joueurs                                  | Points au premier set | Points au second set | Points au troisième set |
| ---------------- | ---------------------------------------- | --------------------- | -------------------- | ----------------------- |
| 1                | Matteo Berrettini                        | 6                     | 6                    |                         |
| 1                | Elias Ymer                               | 4                     | 4                    |                         |
|                  |                                          |                       |                      |                         |
| 2                | Jannik Sinner                            | 4                     | 6                    | 3                       |
| 2                | Mikael Ymer                              | 6                     | 3                    | 6                       |
|                  |                                          |                       |                      |                         |
| 3                | Simone Bolelli - Fabio Fognini           | 7                     | 6                    |                         |
| 3                | André Göransson - Dragoș Nicolae Mădăraș | 62                    | 2                    |                         |

##### Groupe B
| # | Pays         | Renctr (V - D) | Matchs (V - D) | Sets (G - P) | Jeux (G - P) |
| - | ------------ | -------------- | -------------- | ------------ | ------------ |
| 1 | Espagne      | 2 - 1          | 7 - 2          | 16 - 8       | 132 - 113    |
| 2 | Canada       | 2 - 1          | 5 - 4          | 11 - 12      | 108 - 115    |
| 3 | Serbie       | 2 - 1          | 4 - 5          | 10 - 10      | 101 - 88     |
| 4 | Corée du Sud | 0 - 3          | 2 - 7          | 7 - 14       | 90 - 115     |

|  | Équipe 1     | Score | Équipe 2 |  |
|  | Corée du Sud | 1 – 2 | Canada   |  |

| Ordre des matchs | Joueurs                                | Points au premier set | Points au second set | Points au troisième set |
| ---------------- | -------------------------------------- | --------------------- | -------------------- | ----------------------- |
| 1                | Hong Seong-chan                        | 6                     | 1                    | 65                      |
| 1                | Vasek Pospisil                         | 4                     | 6                    | 7                       |
|                  |                                        |                       |                      |                         |
| 2                | Kwon Soon-woo                          | 7                     | 6                    |                         |
| 2                | Félix Auger-Aliassime                  | 65                    | 3                    |                         |
|                  |                                        |                       |                      |                         |
| 3                | Nam Ji-sung - Song Min-kyu             | 5                     | 7                    | 3                       |
| 3                | Félix Auger-Aliassime - Vasek Pospisil | 7                     | 5                    | 6                       |

|  | Équipe 1 | Score | Équipe 2 |  |
|  | Espagne  | 3 – 0 | Serbie   |  |

| Ordre des matchs | Joueurs                            | Points au premier set | Points au second set | Points au troisième set |
| ---------------- | ---------------------------------- | --------------------- | -------------------- | ----------------------- |
| 1                | Albert Ramos-Viñolas               | 2                     | 7                    | 7                       |
| 1                | Laslo Djere                        | 6                     | 65                   | 5                       |
|                  |                                    |                       |                      |                         |
| 2                | Roberto Bautista-Agut              | 7                     | 7                    |                         |
| 2                | Miomir Kecmanović                  | 65                    | 65                   |                         |
|                  |                                    |                       |                      |                         |
| 3 (sans enjeu)   | Marcel Granollers - Pedro Martínez | 65                    | 6                    | 6                       |
| 3 (sans enjeu)   | Nikola Čačić - Dušan Lajović       | 7                     | 2                    | 2                       |

|  | Équipe 1     | Score | Équipe 2 |  |
|  | Corée du Sud | 1 – 2 | Serbie   |  |

| Ordre des matchs | Joueurs                         | Points au premier set | Points au second set | Points au troisième set |
| ---------------- | ------------------------------- | --------------------- | -------------------- | ----------------------- |
| 1                | Hong Seong-chan                 | 4                     | 0                    |                         |
| 1                | Dušan Lajović                   | 6                     | 6                    |                         |
|                  |                                 |                       |                      |                         |
| 2                | Kwon Soon-woo                   | 3                     | 4                    |                         |
| 2                | Miomir Kecmanović               | 6                     | 6                    |                         |
|                  |                                 |                       |                      |                         |
| 3 (sans enjeu)   | Nam Ji-sung - Song Min-kyu      | 6                     | 6                    |                         |
| 3 (sans enjeu)   | Nikola Čačić - Filip Krajinović | 4                     | 2                    |                         |

|  | Équipe 1 | Score | Équipe 2 |  |
|  | Espagne  | 1 – 2 | Canada   |  |

| Ordre des matchs | Joueurs                                | Points au premier set | Points au second set | Points au troisième set |
| ---------------- | -------------------------------------- | --------------------- | -------------------- | ----------------------- |
| 1                | Roberto Bautista-Agut                  | 3                     | 6                    | 6                       |
| 1                | Vasek Pospisil                         | 6                     | 3                    | 3                       |
|                  |                                        |                       |                      |                         |
| 2                | Carlos Alcaraz                         | 7                     | 4                    | 2                       |
| 2                | Félix Auger-Aliassime                  | 63                    | 6                    | 6                       |
|                  |                                        |                       |                      |                         |
| 3                | Marcel Granollers - Pedro Martínez     | 6                     | 4                    | 5                       |
| 3                | Félix Auger-Aliassime - Vasek Pospisil | 4                     | 6                    | 7                       |

|  | Équipe 1 | Score | Équipe 2 |  |
|  | Serbie   | 2 – 1 | Canada   |  |

| Ordre des matchs | Joueurs                              | Points au premier set | Points au second set | Points au troisième set |
| ---------------- | ------------------------------------ | --------------------- | -------------------- | ----------------------- |
| 1                | Laslo Djere                          | 6                     | 6                    |                         |
| 1                | Gabriel Diallo                       | 2                     | 2                    |                         |
|                  |                                      |                       |                      |                         |
| 2                | Miomir Kecmanović                    | 3                     | 4                    |                         |
| 2                | Félix Auger-Aliassime                | 6                     | 6                    |                         |
|                  |                                      |                       |                      |                         |
| 3                | Miomir Kecmanović - Filip Krajinović | 2                     | [ N 1 ]              |                         |
| 3                | Alexis Galarneau - Vasek Pospisil    | 1                     | ab.                  |                         |

|  | Équipe 1 | Score | Équipe 2     |  |
|  | Espagne  | 3 – 0 | Corée du Sud |  |

| Ordre des matchs | Joueurs                            | Points au premier set | Points au second set | Points au troisième set |
| ---------------- | ---------------------------------- | --------------------- | -------------------- | ----------------------- |
| 1                | Roberto Bautista-Agut              | 6                     | 6                    |                         |
| 1                | Hong Seong-chan                    | 1                     | 3                    |                         |
|                  |                                    |                       |                      |                         |
| 2                | Carlos Alcaraz                     | 6                     | 7                    |                         |
| 2                | Kwon Soon-woo                      | 4                     | 61                   |                         |
|                  |                                    |                       |                      |                         |
| 3 (sans enjeu)   | Marcel Granollers - Pedro Martínez | 7                     | 3                    | 6                       |
| 3 (sans enjeu)   | Nam Ji-sung - Song Min-kyu         | 5                     | 6                    | 1                       |

##### Groupe C
| # | Pays      | Renctr (V - D) | Matchs (V - D) | Sets (G - P) | Jeux (G - P) |
| - | --------- | -------------- | -------------- | ------------ | ------------ |
| 1 | Allemagne | 3 - 0          | 6 - 3          | 13 - 9       | 115 - 108    |
| 2 | Australie | 2 - 1          | 6 - 3          | 12 - 8       | 95 - 86      |
| 3 | France    | 1 - 2          | 4 - 5          | 12 - 10      | 112 - 101    |
| 4 | Belgique  | 0 - 3          | 2 - 7          | 6 - 16       | 93 - 120     |

|  | Équipe 1  | Score | Équipe 2 |  |
|  | Australie | 3 – 0 | Belgique |  |

| Ordre des matchs | Joueurs                      | Points au premier set | Points au second set | Points au troisième set |
| ---------------- | ---------------------------- | --------------------- | -------------------- | ----------------------- |
| 1                | Jason Kubler                 | 6                     | 1                    | 6                       |
| 1                | Zizou Bergs                  | 4                     | 6                    | 3                       |
|                  |                              |                       |                      |                         |
| 2                | Alex de Minaur               | 6                     | 6                    |                         |
| 2                | David Goffin                 | 2                     | 2                    |                         |
|                  |                              |                       |                      |                         |
| 3 (sans enjeu)   | Matthew Ebden - Max Purcell  | 6                     | 6                    |                         |
| 3 (sans enjeu)   | Sander Gillé - Joran Vliegen | 1                     | 3                    |                         |

|  | Équipe 1  | Score | Équipe 2 |  |
|  | Allemagne | 2 – 1 | France   |  |

| Ordre des matchs | Joueurs                            | Points au premier set | Points au second set | Points au troisième set |
| ---------------- | ---------------------------------- | --------------------- | -------------------- | ----------------------- |
| 1                | Jan-Lennard Struff                 | 6                     | 2                    | 7                       |
| 1                | Benjamin Bonzi                     | 4                     | 6                    | 5                       |
|                  |                                    |                       |                      |                         |
| 2                | Oscar Otte                         | 4                     | 3                    |                         |
| 2                | Adrian Mannarino                   | 6                     | 6                    |                         |
|                  |                                    |                       |                      |                         |
| 3                | Kevin Krawietz - Tim Pütz          | 6                     | 3                    | 7                       |
| 3                | Nicolas Mahut - Arthur Rinderknech | 2                     | 6                    | 61                      |

|  | Équipe 1 | Score | Équipe 2  |  |
|  | France   | 1 – 2 | Australie |  |

| Ordre des matchs | Joueurs                            | Points au premier set | Points au second set | Points au troisième set |
| ---------------- | ---------------------------------- | --------------------- | -------------------- | ----------------------- |
| 1                | Richard Gasquet                    | 6                     | 6                    |                         |
| 1                | Jason Kubler                       | 2                     | 4                    |                         |
|                  |                                    |                       |                      |                         |
| 2                | Benjamin Bonzi                     | 3                     | 6                    | 4                       |
| 2                | Alex de Minaur                     | 6                     | 1                    | 6                       |
|                  |                                    |                       |                      |                         |
| 3                | Nicolas Mahut - Arthur Rinderknech | 4                     | 4                    |                         |
| 3                | Matthew Ebden - Max Purcell        | 6                     | 6                    |                         |

|  | Équipe 1  | Score | Équipe 2 |  |
|  | Allemagne | 2 – 1 | Belgique |  |

| Ordre des matchs | Joueurs                      | Points au premier set | Points au second set | Points au troisième set |
| ---------------- | ---------------------------- | --------------------- | -------------------- | ----------------------- |
| 1                | Jan-Lennard Struff           | 6                     | 7                    |                         |
| 1                | Zizou Bergs                  | 4                     | 69                   |                         |
|                  |                              |                       |                      |                         |
| 2                | Oscar Otte                   | 6                     | 67                   | 3                       |
| 2                | David Goffin                 | 3                     | 7                    | 6                       |
|                  |                              |                       |                      |                         |
| 3                | Kevin Krawietz - Tim Pütz    | 4                     | 6                    | 7                       |
| 3                | Sander Gillé - Joran Vliegen | 6                     | 2                    | 65                      |

|  | Équipe 1 | Score | Équipe 2 |  |
|  | France   | 2 – 1 | Belgique |  |

| Ordre des matchs | Joueurs                            | Points au premier set | Points au second set | Points au troisième set |
| ---------------- | ---------------------------------- | --------------------- | -------------------- | ----------------------- |
| 1                | Richard Gasquet                    | 6                     | 6                    |                         |
| 1                | Michael Geerts                     | 3                     | 3                    |                         |
|                  |                                    |                       |                      |                         |
| 2                | Benjamin Bonzi                     | 3                     | 7                    | 3                       |
| 2                | David Goffin                       | 6                     | 5                    | 6                       |
|                  |                                    |                       |                      |                         |
| 3                | Nicolas Mahut - Arthur Rinderknech | 6                     | 7                    |                         |
| 3                | Sander Gillé - Joran Vliegen       | 3                     | 6                    |                         |

|  | Équipe 1  | Score | Équipe 2  |  |
|  | Allemagne | 2 – 1 | Australie |  |

| Ordre des matchs | Joueurs                     | Points au premier set | Points au second set | Points au troisième set |
| ---------------- | --------------------------- | --------------------- | -------------------- | ----------------------- |
| 1                | Jan-Lennard Struff          | 6                     | 7                    |                         |
| 1                | Max Purcell                 | 1                     | 5                    |                         |
|                  |                             |                       |                      |                         |
| 2                | Oscar Otte                  | 6                     | 1                    |                         |
| 2                | Thanasi Kokkinakis          | 7                     | 6                    |                         |
|                  |                             |                       |                      |                         |
| 3                | Kevin Krawietz - Tim Pütz   | 6                     | 6                    |                         |
| 3                | Matthew Ebden - Max Purcell | 4                     | 4                    |                         |

##### Groupe D
| # | Pays            | Renctr (V - D) | Matchs (V - D) | Sets (G - P) | Jeux (G - P) |
| - | --------------- | -------------- | -------------- | ------------ | ------------ |
| 1 | Pays-Bas        | 3 - 0          | 6 - 3          | 14 - 9       | 125 - 106    |
| 2 | États-Unis      | 2 - 1          | 5 - 4          | 11 - 12      | 123 - 122    |
| 3 | Grande-Bretagne | 1 - 2          | 4 - 5          | 11 - 12      | 119 - 128    |
| 4 | Kazakhstan      | 0 - 3          | 3 - 6          | 10 - 13      | 105 - 116    |

|  | Équipe 1   | Score | Équipe 2 |  |
|  | Kazakhstan | 1 – 2 | Pays-Bas |  |

| Ordre des matchs | Joueurs                                 | Points au premier set | Points au second set | Points au troisième set |
| ---------------- | --------------------------------------- | --------------------- | -------------------- | ----------------------- |
| 1                | Mikhail Kukushkin                       | 1                     | 6                    | 3                       |
| 1                | Tallon Griekspoor                       | 6                     | 3                    | 6                       |
|                  |                                         |                       |                      |                         |
| 2                | Alexander Bublik                        | 6                     | 1                    | 4                       |
| 2                | Botic van de Zandschulp                 | 3                     | 6                    | 6                       |
|                  |                                         |                       |                      |                         |
| 3 (sans enjeu)   | Alexander Bublik - Aleksandr Nedovyesov | 6                     | 1                    | 6                       |
| 3 (sans enjeu)   | Wesley Koolhof - Matwé Middelkoop       | 4                     | 6                    | 3                       |

|  | Équipe 1        | Score | Équipe 2   |  |
|  | Grande-Bretagne | 1 – 2 | États-Unis |  |

| Ordre des matchs | Joueurs                     | Points au premier set | Points au second set | Points au troisième set |
| ---------------- | --------------------------- | --------------------- | -------------------- | ----------------------- |
| 1                | Daniel Evans                | 4                     | 6                    | 4                       |
| 1                | Tommy Paul                  | 6                     | 4                    | 6                       |
|                  |                             |                       |                      |                         |
| 2                | Cameron Norrie              | 2                     | 7                    | 7                       |
| 2                | Taylor Fritz                | 6                     | 62                   | 5                       |
|                  |                             |                       |                      |                         |
| 3                | Andy Murray - Joe Salisbury | 7                     | 4                    | 5                       |
| 3                | Rajeev Ram - Jack Sock      | 5                     | 6                    | 7                       |

|  | Équipe 1   | Score | Équipe 2   |  |
|  | États-Unis | 2 – 1 | Kazakhstan |  |

| Ordre des matchs | Joueurs                                 | Points au premier set | Points au second set | Points au troisième set |
| ---------------- | --------------------------------------- | --------------------- | -------------------- | ----------------------- |
| 1                | Tommy Paul                              | 6                     | 6                    |                         |
| 1                | Mikhail Kukushkin                       | 1                     | 4                    |                         |
|                  |                                         |                       |                      |                         |
| 2                | Taylor Fritz                            | 7                     | 1                    | 6                       |
| 2                | Alexander Bublik                        | 6                     | 6                    | 3                       |
|                  |                                         |                       |                      |                         |
| 3 (sans enjeu)   | Rajeev Ram - Jack Sock                  | 2                     | 6                    |                         |
| 3 (sans enjeu)   | Alexander Bublik - Aleksandr Nedovyesov | 6                     | 7                    |                         |

|  | Équipe 1        | Score | Équipe 2 |  |
|  | Grande-Bretagne | 1 – 2 | Pays-Bas |  |

| Ordre des matchs | Joueurs                           | Points au premier set | Points au second set | Points au troisième set |
| ---------------- | --------------------------------- | --------------------- | -------------------- | ----------------------- |
| 1                | Daniel Evans                      | 6                     | 6                    |                         |
| 1                | Tallon Griekspoor                 | 4                     | 4                    |                         |
|                  |                                   |                       |                      |                         |
| 2                | Cameron Norrie                    | 4                     | 2                    |                         |
| 2                | Botic van de Zandschulp           | 6                     | 6                    |                         |
|                  |                                   |                       |                      |                         |
| 3                | Andy Murray - Joe Salisbury       | 60                    | 7                    | 3                       |
| 3                | Wesley Koolhof - Matwé Middelkoop | 7                     | 6                    | 6                       |

|  | Équipe 1   | Score | Équipe 2 |  |
|  | États-Unis | 1 – 2 | Pays-Bas |  |

| Ordre des matchs | Joueurs                           | Points au premier set | Points au second set | Points au troisième set |
| ---------------- | --------------------------------- | --------------------- | -------------------- | ----------------------- |
| 1                | Tommy Paul                        | 5                     | 63                   |                         |
| 1                | Tallon Griekspoor                 | 7                     | 7                    |                         |
|                  |                                   |                       |                      |                         |
| 2                | Taylor Fritz                      | 4                     | 63                   |                         |
| 2                | Botic van de Zandschulp           | 6                     | 7                    |                         |
|                  |                                   |                       |                      |                         |
| 3 (sans enjeu)   | Rajeev Ram - Jack Sock            | 4                     | 7                    | 6                       |
| 3 (sans enjeu)   | Wesley Koolhof - Matwé Middelkoop | 6                     | 63                   | 4                       |

|  | Équipe 1        | Score | Équipe 2   |  |
|  | Grande-Bretagne | 2 – 1 | Kazakhstan |  |

| Ordre des matchs | Joueurs                                 | Points au premier set | Points au second set | Points au troisième set |
| ---------------- | --------------------------------------- | --------------------- | -------------------- | ----------------------- |
| 1                | Andy Murray                             | 6                     | 6                    |                         |
| 1                | Dmitry Popko                            | 4                     | 3                    |                         |
|                  |                                         |                       |                      |                         |
| 2                | Cameron Norrie                          | 4                     | 3                    |                         |
| 2                | Alexander Bublik                        | 6                     | 6                    |                         |
|                  |                                         |                       |                      |                         |
| 3                | Joe Salisbury - Neal Skupski            | 7                     | 69                   | 7                       |
| 3                | Alexander Bublik - Aleksandr Nedovyesov | 62                    | 7                    | 64                      |

#### Phase à élimination directe
La phase à élimination directe se déroule du 23 au 27 novembre au Palacio de Deportes José María Martín Carpena à Malaga en Espagne.
|  | Quarts de finale 22 - 24 novembre | Quarts de finale 22 - 24 novembre |           |   | Demi-finales 25 - 26 novembre | Demi-finales 25 - 26 novembre |  |  | Finale 27 novembre | Finale 27 novembre |
|  | Quarts de finale 22 - 24 novembre | Quarts de finale 22 - 24 novembre |           |   | Demi-finales 25 - 26 novembre | Demi-finales 25 - 26 novembre |  |  | Finale 27 novembre | Finale 27 novembre |
|  |                                   |                                   |           |   |                               |                               |  |  |                    |                    |
|  |                                   |                                   |           |   |                               |                               |  |  |                    |                    |
|  |                                   |                                   |           |   |                               |                               |  |  |                    |                    |
|  | Italie                            | 2                                 |           |   |                               |                               |  |  |                    |                    |
|  | Italie                            | 2                                 |           |   |                               |                               |  |  |                    |                    |
|  | États-Unis                        | 1                                 |           |   |                               |                               |  |  |                    |                    |
|  | États-Unis                        | 1                                 | Italie    | 1 |                               |                               |  |  |                    |                    |
|  |                                   |                                   | Italie    | 1 |                               |                               |  |  |                    |                    |
|  |                                   | Canada                            | 2         |   |                               |                               |  |  |                    |                    |
|  | Allemagne                         | Canada                            | 2         | 1 |                               |                               |  |  |                    |                    |
|  | Allemagne                         |                                   |           | 1 |                               |                               |  |  |                    |                    |
|  | Canada                            | 2                                 |           |   |                               |                               |  |  |                    |                    |
|  | Canada                            | 2                                 | Canada    | 2 |                               |                               |  |  |                    |                    |
|  |                                   |                                   | Canada    | 2 |                               |                               |  |  |                    |                    |
|  |                                   | Australie                         | 0         |   |                               |                               |  |  |                    |                    |
|  | Australie                         | Australie                         | 0         | 2 |                               |                               |  |  |                    |                    |
|  | Australie                         |                                   |           | 2 |                               |                               |  |  |                    |                    |
|  | Pays-Bas                          | 0                                 |           |   |                               |                               |  |  |                    |                    |
|  | Pays-Bas                          | 0                                 | Australie | 2 |                               |                               |  |  |                    |                    |
|  |                                   |                                   | Australie | 2 |                               |                               |  |  |                    |                    |
|  |                                   | Croatie                           | 1         |   |                               |                               |  |  |                    |                    |
|  | Croatie                           | Croatie                           | 1         | 2 |                               |                               |  |  |                    |                    |
|  | Croatie                           |                                   |           | 2 |                               |                               |  |  |                    |                    |
|  | Espagne                           | 0                                 |           |   |                               |                               |  |  |                    |                    |
|  | Espagne                           | 0                                 |           |   |                               |                               |  |  |                    |                    |

Quarts de finale
|  | Équipe 1 | Score | Équipe 2   |  |
|  | Italie   | 2 – 1 | États-Unis |  |

| Ordre des matchs | Joueurs                        | Points au premier set | Points au second set | Points au troisième set |
| ---------------- | ------------------------------ | --------------------- | -------------------- | ----------------------- |
| 1                | Lorenzo Sonego                 | 6                     | 7                    |                         |
| 1                | Frances Tiafoe                 | 3                     | 67                   |                         |
|                  |                                |                       |                      |                         |
| 2                | Lorenzo Musetti                | 68                    | 3                    |                         |
| 2                | Taylor Fritz                   | 7                     | 6                    |                         |
|                  |                                |                       |                      |                         |
| 3                | Simone Bolelli - Fabio Fognini | 6                     | 6                    |                         |
| 3                | Tommy Paul - Jack Sock         | 4                     | 4                    |                         |

|  | Équipe 1  | Score | Équipe 2 |  |
|  | Allemagne | 1 – 2 | Canada   |  |

| Ordre des matchs | Joueurs                           | Points au premier set | Points au second set | Points au troisième set |
| ---------------- | --------------------------------- | --------------------- | -------------------- | ----------------------- |
| 1                | Jan-Lennard Struff                | 6                     | 4                    | 7                       |
| 1                | Denis Shapovalov                  | 3                     | 6                    | 62                      |
|                  |                                   |                       |                      |                         |
| 2                | Oscar Otte                        | 61                    | 4                    |                         |
| 2                | Félix Auger-Aliassime             | 7                     | 6                    |                         |
|                  |                                   |                       |                      |                         |
| 3                | Kevin Krawietz - Tim Pütz         | 6                     | 3                    | 3                       |
| 3                | Vasek Pospisil - Denis Shapovalov | 2                     | 6                    | 6                       |

|  | Équipe 1  | Score | Équipe 2 |  |
|  | Australie | 2 – 0 | Pays-Bas |  |

| Ordre des matchs | Joueurs                           | Points au premier set | Points au second set | Points au troisième set |
| ---------------- | --------------------------------- | --------------------- | -------------------- | ----------------------- |
| 1                | Jordan Thompson                   | 4                     | 7                    | 6                       |
| 1                | Tallon Griekspoor                 | 6                     | 5                    | 3                       |
|                  |                                   |                       |                      |                         |
| 2                | Alex de Minaur                    | 5                     | 6                    | 6                       |
| 2                | Botic van de Zandschulp           | 7                     | 3                    | 4                       |
|                  |                                   |                       |                      |                         |
| 3 (sans enjeu)   | Matthew Ebden - Max Purcell       | Non                   |                      |                         |
| 3 (sans enjeu)   | Wesley Koolhof - Matwé Middelkoop | joué                  |                      |                         |

|  | Équipe 1 | Score | Équipe 2 |  |
|  | Croatie  | 2 – 0 | Espagne  |  |

| Ordre des matchs | Joueurs                                 | Points au premier set | Points au second set | Points au troisième set |
| ---------------- | --------------------------------------- | --------------------- | -------------------- | ----------------------- |
| 1                | Borna Ćorić                             | 6                     | 7                    |                         |
| 1                | Roberto Bautista-Agut                   | 4                     | 64                   |                         |
|                  |                                         |                       |                      |                         |
| 2                | Marin Čilić                             | 5                     | 6                    | 7                       |
| 2                | Pablo Carreño Busta                     | 7                     | 3                    | 65                      |
|                  |                                         |                       |                      |                         |
| 3 (sans enjeu)   | Nikola Mektić - Mate Pavić              | Non                   |                      |                         |
| 3 (sans enjeu)   | Pablo Carreño Busta - Marcel Granollers | joué                  |                      |                         |

Demi-finales
|  | Équipe 1 | Score | Équipe 2 |  |
|  | Italie   | 1 – 2 | Canada   |  |

| Ordre des matchs | Joueurs                                | Points au premier set | Points au second set | Points au troisième set |
| ---------------- | -------------------------------------- | --------------------- | -------------------- | ----------------------- |
| 1                | Lorenzo Sonego                         | 7                     | 65                   | 6                       |
| 1                | Denis Shapovalov                       | 64                    | 7                    | 4                       |
|                  |                                        |                       |                      |                         |
| 2                | Lorenzo Musetti                        | 3                     | 4                    |                         |
| 2                | Félix Auger-Aliassime                  | 6                     | 6                    |                         |
|                  |                                        |                       |                      |                         |
| 3                | Matteo Berrettini - Fabio Fognini      | 62                    | 5                    |                         |
| 3                | Félix Auger-Aliassime - Vasek Pospisil | 7                     | 7                    |                         |

|  | Équipe 1  | Score | Équipe 2 |  |
|  | Australie | 2 – 1 | Croatie  |  |

| Ordre des matchs | Joueurs                       | Points au premier set | Points au second set | Points au troisième set |
| ---------------- | ----------------------------- | --------------------- | -------------------- | ----------------------- |
| 1                | Thanasi Kokkinakis            | 4                     | 3                    |                         |
| 1                | Borna Ćorić                   | 6                     | 6                    |                         |
|                  |                               |                       |                      |                         |
| 2                | Alex de Minaur                | 6                     | 6                    |                         |
| 2                | Marin Čilić                   | 2                     | 2                    |                         |
|                  |                               |                       |                      |                         |
| 3                | Max Purcell - Jordan Thompson | 63                    | 7                    | 6                       |
| 3                | Nikola Mektić - Mate Pavić    | 7                     | 5                    | 4                       |

Finale
|  | Équipe 1 | Score | Équipe 2  |  |
|  | Canada   | 2 – 0 | Australie |  |

### Groupe mondial I
La désignation des équipes têtes de série [entre crochets] est basée sur le classement ITF du 7 mars 2022.
Le groupe mondial I voit s'affronter les nations ayant perdu lors de la phase qualificative (PQ) et les équipes ayant remporté les barrages du groupe mondial I. Les équipes gagnantes sont qualifiées pour la phase qualificative 2023.
| Lieu                | Dates                | Surface             | Hôtes                   | Score | Visiteurs        | Lien FdM   |
| ------------------- | -------------------- | ------------------- | ----------------------- | ----- | ---------------- | ---------- |
| Tulln an der Donau* | 16-17 septembre 2022 | Terre battue (ext.) | Autriche [1](PQ)        | 4 - 0 | Pakistan         | [ FdM 44 ] |
| Bogota*             | 17-18 septembre 2022 | Terre battue (ext.) | Colombie [2](PQ)        | 4 - 0 | Turquie          | [ FdM 45 ] |
| Tel Aviv-Jaffa      | 16-17 septembre 2022 | Dur (int.)          | Israël                  | 1 - 3 | Tchéquie [3](PQ) | [ FdM 46 ] |
| Tachkent            | 16-17 septembre 2022 | Dur (ext.)          | Ouzbékistan             | 3 - 1 | Japon [4](PQ)    | [ FdM 47 ] |
| Salinas             | 17-18 septembre 2022 | Dur (ext.)          | Équateur [5](PQ)        | 2 - 3 | Suisse           | [ FdM 48 ] |
| Lima                | 17-18 septembre 2022 | Terre battue (ext.) | Pérou                   | 2 - 3 | Chili [6]        | [ FdM 49 ] |
| Viana do Castelo*   | 16-17 septembre 2022 | Dur (int.)          | Portugal                | 3 - 1 | Brésil [7](PQ)   | [ FdM 50 ] |
| Lillehammer*        | 16-17 septembre 2022 | Dur (int.)          | Norvège (PQ)            | 3 - 1 | Inde [8]         | [ FdM 51 ] |
| Vilnius             | 15-16 septembre 2022 | Dur (int.)          | Ukraine                 | 1 - 3 | Hongrie [9](PQ)  | [ FdM 52 ] |
| Bratislava          | 16-17 septembre 2022 | Terre battue (int.) | Slovaquie [10](PQ)      | 3 - 1 | Roumanie (PQ)    | [ FdM 53 ] |
| Espoo*              | 16-17 septembre 2022 | Dur (int.)          | Finlande [11](PQ)       | 5 - 0 | Nouvelle-Zélande | [ FdM 54 ] |
| Široki Brijeg*      | 16-17 septembre 2022 | Terre battue (ext.) | Bosnie-Herzégovine [12] | 3 - 1 | Mexique          | [ FdM 55 ] |